# William Giffard
William Giffard († 1129 in Winchester) war der sechste Lordkanzler und Siegelbewahrer von England (1093–1101) unter den Königen Wilhelm II. Rufus und Heinrich I.

## Leben
William Giffard stammte aus einer vornehmen Familie, sein Vater war Gautier Giffard, Herr von Longueville. Er wurde Lord High Chancellor unter den Königen Wilhelm II. Rufus und Heinrich I. 1100 ernannte Heinrich I. ihn zum Bischof von Winchester. Der Erzbischof Anselm von Canterbury war in der Frage der Laieninvestitur, die das ganze Abendland in höchste Erregung versetzte, unnachgiebig und fand die Unterstützung des Klerus. Heinrich zog dem Kampf einen modus vivendi vor, der im Vertrag von Westminster 1107 erreicht wurde. Nach der Regelung von 1107 freundeten sich Giffard und Anselm von Canterbury an und als Bischof von Winchester half Giffard den Zisterziensern, sich in England zu etablieren.